# Scarborough (nave)
Scarborough fu una nave della Prima Flotta, che venne utilizzata per il trasporto dei detenuti che avrebbero contribuito alla colonizzazione europea dell'Australia nel 1788.